# IC 3468
IC 3468 ist eine elliptische Galaxie vom Hubble-Typ E im Sternbild Jungfrau am Nordsternhimmel. Sie ist 55 Millionen Lichtjahre von der Milchstraße entfernt.
Das Objekt wurde am 10. Mai 1904 von Royal Harwood Frost entdeckt.